# Eva Flyvholm
Eva Flyvholm (født 18. april 1981 i Nykøbing Falster) er en dansk politiker der er forhenværende medlem af Folketinget for Enhedslisten, valgt ved folketingsvalget 2015. Inden valget arbejdede hun som politisk rådgiver hos Enhedslisten. 

## Baggrund
Eva Flyvholm er datter af Lars Flyvholm og Bodil Dalbro. Hun er opvokset i Vestsjælland. Hun er uddannet cand.scient.soc. fra Roskilde Universitet i 2009. Hun har også været bestyrelsesmedlem for Jyderup Højskole og undervist i tænketanken Cevea.